# Pedaja
Pedaja (hebr. פדיה) – moszaw położony w Samorządzie Regionu Gezer, w Dystrykcie Centralnym, w Izraelu.
Leży w zachodniej części Szefeli, w otoczeniu miasteczka Mazkeret Batja, moszawów Petachja, Bet Uzzi’el i Jacic, kibucu Chulda, oraz wioski Karme Josef.

## Historia
Moszaw został założony w 1951 roku przez żydowskich imigrantów z Iraku. Nazwa została zaczerpnięta z 2 Księgi Królewskiej 23:36

W chwili objęcia rządów Jojakim miał dwadzieścia pięć lat i panował jedenaście lat w Jerozolimie. Matce jego było na imię Zebidda - córka Pedajasza z Rumy.

## Kultura i sport
W moszawie jest ośrodek kultury oraz boisko do piłki nożnej.

## Gospodarka
Gospodarka moszawu opiera się na intensywnym rolnictwie i winnicach.

## Komunikacja
Na zachód od moszawu przebiega autostrada nr 6, brak jednak możliwości bezpośredniego wjazdu na nią. Z moszawu wyjeżdża się na północny wschód na drogę nr 4243, którą jadąc na północ dojeżdża się do moszawu Petachja, lub jadąc na wschód dojeżdża się do drogi ekspresowej nr 44 (Holon-Eszta’ol).